# Real Mesa Censória

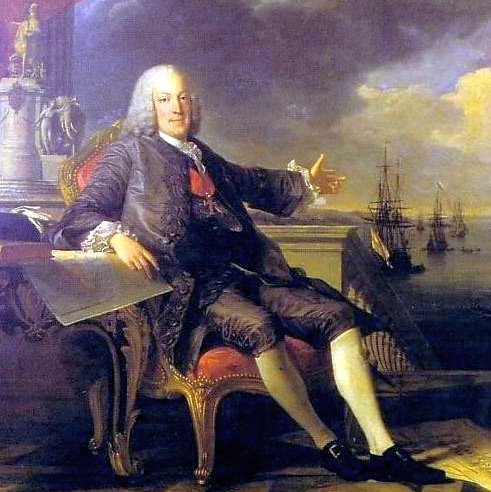
O Marquês de Pombal criou a Real Mesa Censória, com o objetivo de concentrar em si o poder da Inquisição.

A Real Mesa Censória foi criada por Alvará de 5 Abril de 1768, com o objectivo de transferir, na totalidade, para o Estado a fiscalização das obras que se pretendessem publicar ou divulgar no Reino, o que até então estava a cargo do Tribunal do Santo Ofício, do Desembargo do Paço e do Ordinário.

## Criação pelo Marquês de Pombal

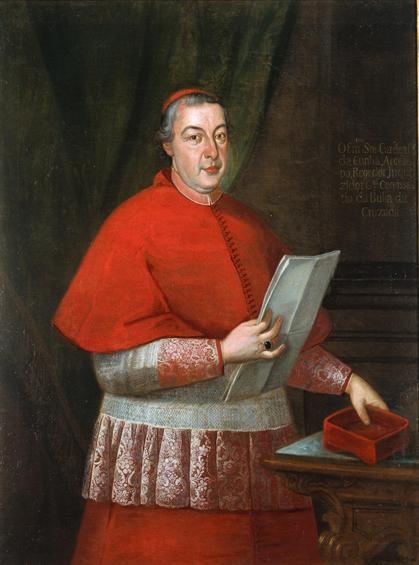
Cardeal da Cunha, foi o primeiro presidente da Real Mesa Censória.

O primeiro presidente, nomeado em 22 de abril de 1768, foi D. João Cosme da Cunha (conhecido como Cardeal da Cunha, arcebispo de Évora), do Conselho de Estado, regedor das Justiças, e que seria nomeado inquisidor-geral em 1770.
Ao novo Tribunal foi cometido o exclusivo da jurisdição relativa ao exame e consequente aprovação ou reprovação de livros e papéis que já se encontrassem em circulação no país que nele pretendessem entrar. Cabia-lhe, também, a concessão de licenças de comercialização, impressão, reimpressão e encadernação de livros ou papéis avulsos, bem como de autorizações para posse e leitura de livros proibidos. Devia, ainda, reformar e manter actualizado o Índice Expurgatório dos livros. Entre as medidas tomadas pela Real Mesa Censória para exercer o controlo dos livros em circulação conta-se a ordem, contida no Edital de 10 de Julho de 1769, para que lhe fossem enviadas relações de bibliotecas particulares.
Num edital de 24 de setembro de 1770 constam 122 obras, e praticamente visava proibir tudo o que a Europa Ocidental tinha produzido nesse século: 

Para além disso, o edital ordena que, «atendendo à mais notória impiedade, depravação e escândalo», sejam queimados na Praça do Comércio pelo Executor de Alta Justiça seis livros: Analyse (de P. Bayle); Dictionaire Philosophique (Voltaire); Lettres Turques (Saint-Foix); Oeuvres Philosophiques (La Mettrie); Recueil Necessaire (Voltaire); Recherches sur l’origine du Despotisme Oriental (Boulanger). A pena de fogo a que foram condenados os livros foi executada no sábado, 6 de Outubro de 1770, sendo presente à execução o Desembargador Manuel José de Faria e Sousa, Corregedor do Crime do Bairro Alto.

Para além dos enumerados, outros livros do Iluminismo serviram a Pombal para a luz de fogueiras públicas, como os de Hobbes, Espinosa ou Rosseau.
O Regimento, concedido por alvará, em Maio de 1769, estabeleceu que a Mesa seria constituída por um presidente e deputados, estes na sua maioria doutores, lentes e opositores às cadeiras da Universidade de Coimbra, oriundos geralmente do clero. Um deles devia ser inquisidor do Santo Ofício e outro vigário geral do Patriarcado. Poderiam ser nomeados deputados extraordinários, em número variável, sempre que tal se justificasse. A Mesa dispunha, ainda, de um Secretário que devia ser professor de Letras, bem como de um porteiro e contínuo.
Por Alvará de 4 de Junho de 1771, foi confiada à Real Mesa Censória a administração das escolas de Estudos Menores do Reino, incluindo o Colégio dos Nobres, para cujas despesas foi lançado um novo imposto, designado por subsídio literário. 
A complexidade das suas atribuições levou à criação da Secretaria de Censura, já existente em 1775, específica para assuntos relacionados com a censura de livros.

## Reforma por D. Maria I e extinção

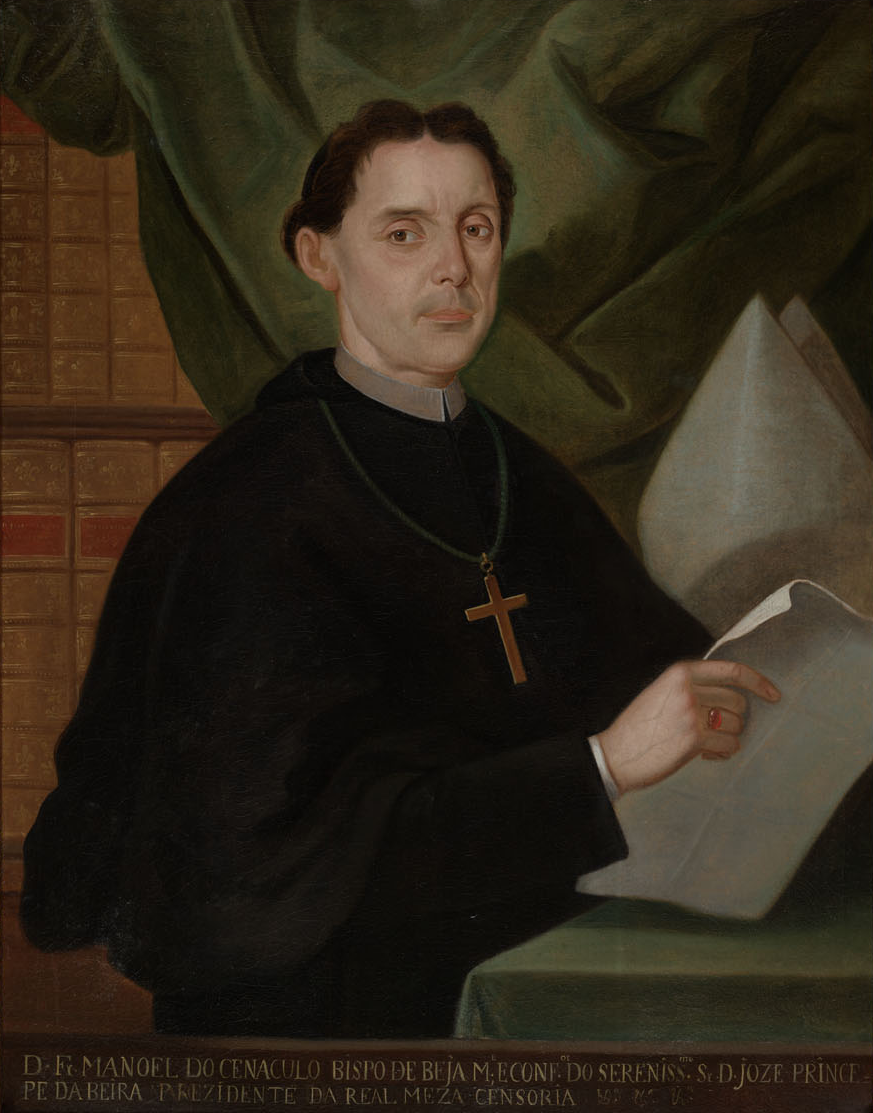
Frei Manuel do Cenáculo foi o segundo presidente da Real Mesa Censória.

A instituição foi reformada por D. Maria I, por Decreto de 21 de Junho de 1787, passando a designar-se Real Mesa da Comissão Geral sobre o Exame e Censura de Livros que apenas funcionou de 1787 a 1794, tendo sido abolida pela Carta de Lei de 17 de Dezembro desse ano. O exame e a censura dos livros voltou então a ser exercido pelo Santo Ofício, pelo Desembargo do Paço e pela autoridade episcopal. Apesar de a censura ter estado a cargo da Real Mesa da Comissão Geral sobre o Exame e Censura de Livros de 1787 a 1794, perdurou o nome de Real Mesa Censória e por ele ficou mais conhecido esse Tribunal. As funções exercidas não sofreram alteração e os próprios livros de registo foram elaborados em sequência (ex.: Registo de leis, decretos e avisos; Registo de nomeações; Registo de licenças, provisões, avisos, ordens e editais expedidos).
Frei Manuel do Cenáculo, segundo presidente da Real Mesa Censória, idealizou transformar os seus depósitos de livros em biblioteca pública, para o que projectou a construção de um edifício próprio, com salas para leitura e catálogo, além de condições especiais para conservação de livros preciosos. Na realidade, ali estavam guardados os livros impressos com autorização da Mesa, obras que adquiria por serem necessários ao exercício das suas atribuições, outras que pertenciam aos censores e, ainda, as que haviam pertencido às casas da extinta Companhia de Jesus. Fr. Manuel do Cenáculo não chegou a realizar o projecto, mas a formação de uma biblioteca pública acabou por ser uma realidade.
A biblioteca da Real Mesa Censória tinha como responsável um dos seus deputados, mas o considerável aumento obrigou à nomeação de um sub-bibliotecário e, depois, de um fiel, que tinham a seu cargo a guarda e conservação dos livros. 
Extinta a Real Mesa da Comissão Geral sobre o Exame e Censura de Livros, a biblioteca foi confiada a António Ribeiro dos Santos que a preparou para ser entregue à Biblioteca Pública da Corte, o que se concretizou em Fevereiro de 1796.